# Alfons Maria Borst
Alfons Maria Dionysius Borst (* 10. Juli 1893 in Bad Neustadt; † 14. Oktober 1973 ebenda) war ein deutscher Bezirksschulrat, Heimatforscher, Archivpfleger und Autor.

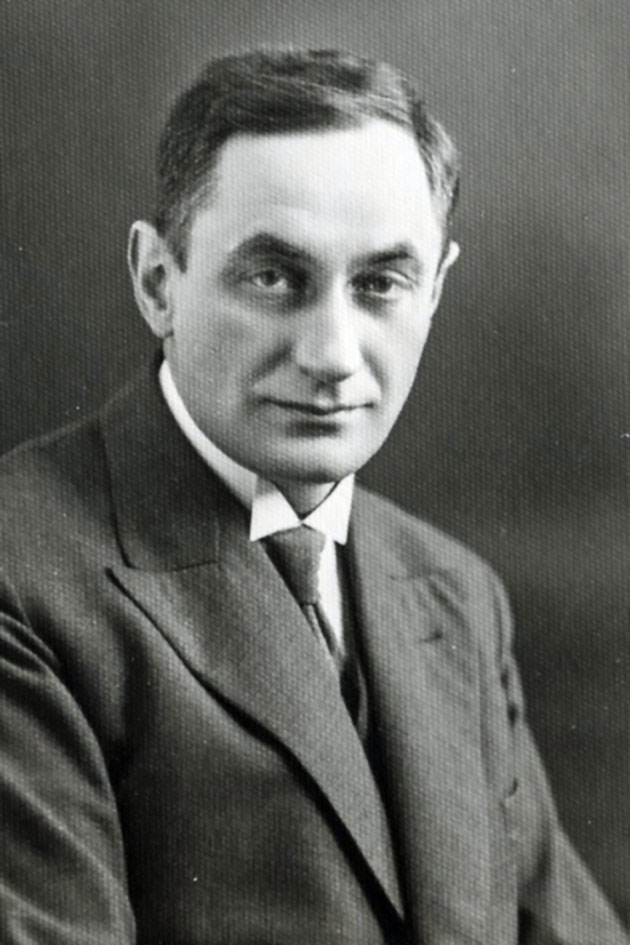
Alfons M. Borst (um 1930)

## Leben
Borst wurde am 10. Juli 1893 in Bad Neustadt geboren. Er war einer von vier Söhnen des Konditors und Wachsziehers Michael Valentin Borst und dessen Ehefrau Babette Witzel. Die Zeit vor dem Ersten Weltkrieg verbrachte er als Junglehrer in Aschaffenburg, Mellrichstadt und Schwemmelsbach. In diesem Krieg war er Soldat in Frankreich und wurde dort auch verwundet. Im Jahre 1918 heiratete er Anna Elisabeth Fink. Aus der Ehe ging 1925 der spätere Historiker Arno Borst hervor.
Ab 1919 war er wieder als Lehrer tätig. Im Jahr 1930 wurde er zum Bezirksschulrat befördert. Zum 1. Mai 1933 trat er der NSDAP bei (Mitgliedsnummer 3.153.138). Im Dritten Reich war er neben seiner Lehrertätigkeit NSDAP-Ortsgruppenleiter in Leutershausen und NSV-Kreisamtsleiter. Nach 1945 durfte er seinen Beruf als Lehrer nicht mehr ausüben. Im Stadtarchiv Bad Neustadt war der heimatkundlich Interessierte als Archivpfleger bis ca. 1972 tätig. Ihm wurde 1965 von der Kommission für Mundartforschung bei der Bayerischen Akademie der Wissenschaften die Johann-Andreas-Schmeller-Medaille für seine Mitarbeit am Bayerischen Wörterbuch verliehen. 1970 wurde Borst die Stadtmedaille für sein Engagement für die Stadt von Bürgermeister Reisenweber verliehen.

## Schriften (Auswahl)

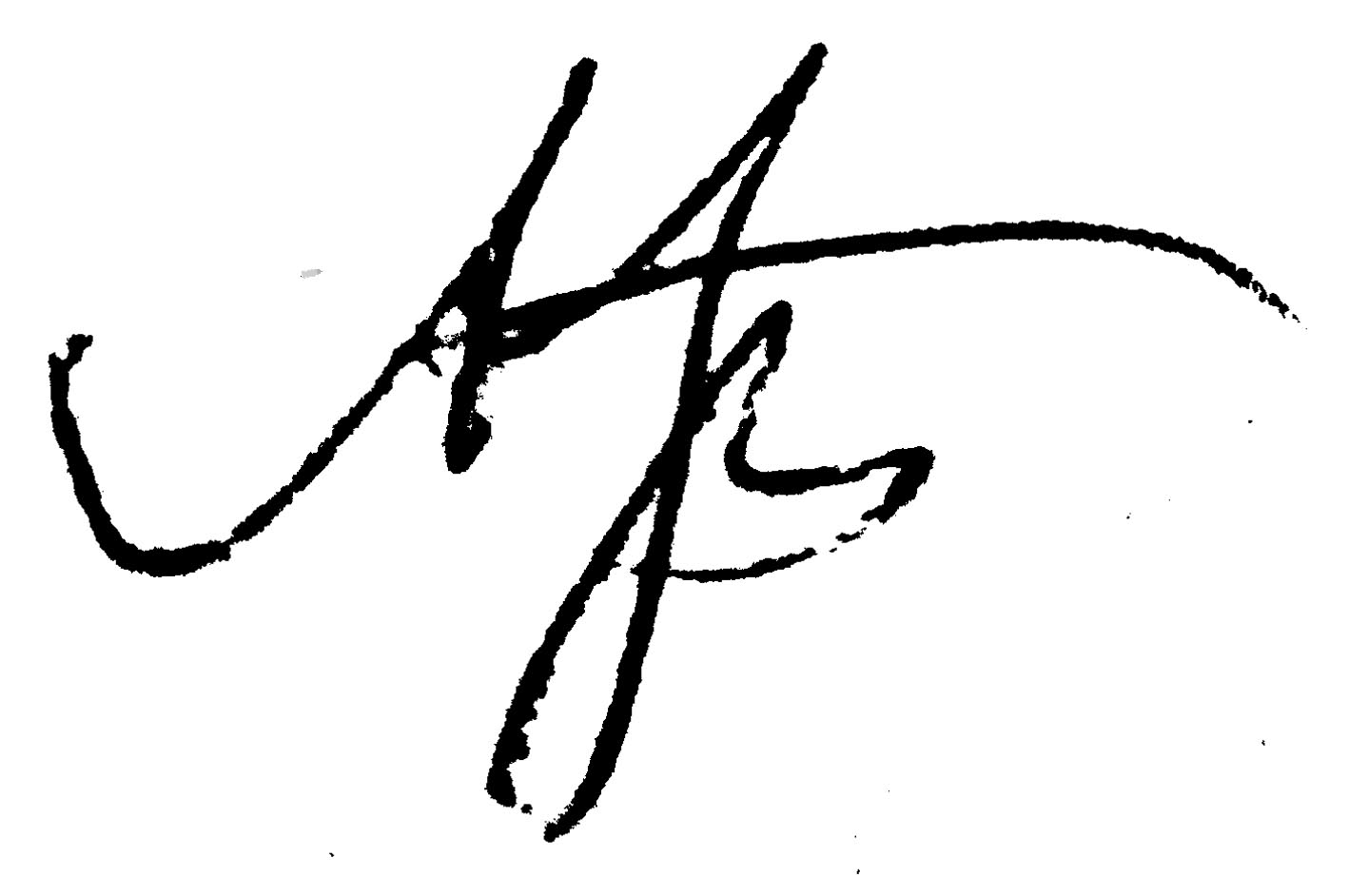
Unterschrift von Alfons Borst

- Valentin Herr: Kriegstagebuch 1631 bis 1650. Blätter für Heimatkunde (Geschichte 4), Bad Neustadt 1931.
- Filke: Der Mauerschedel. Heimatblätter Mellrichstadt, Mellrichstadt 09.04.1932.
- Werdendes Arbeitsdienstlager Holzberghof bei Bischofsheim v. d. Rhön, Blätter für Heimatkunde (Neudeutschland 1), Bad Neustadt 1933.
- Franzosenzeit 1796 und Dr. Johann Ignaz Reder (1746–1796), Mellrichstadt 1933.
- (zusammen mit Michael Pfister) Vom Frickenhäuser See, Bad Neustadt 1936.
- Von den mittelalterlichen Bad-Stuben unserer Heimat, Bad Neustadt Mai 1954.
- Das Heiligenamt im Stadtrat Neustadt-Saale zwischen 1707 und 1730, Typoskript Bad Neustadt August 1955.
- Karmelitenkirche und -kloster, Bad Neustadt/Saale 1958.
- Unsere Stadt-Befestigung in Neustadt-Saale, Typoskript Bad Neustadt vmtl. 1960er.
- Valentin Herr‚ Ratsherr und Chronist unserer Stadt Neustadt (1631–1650). Versuch eines Lebensbildes aus den Akten des Stadtarchivs Bad Neustadt-Saale, o. J. (vmtl. 1960 Jahre)
- (zusammen mit Ernst Nittner) Kleiner Führer durch Bad Neustadt an der Saale und seine Geschichte, Bad Neustadt 1962.
- ab 1932 Heimatblätter in Mellrichstadt als Beilage zum Rhön, Streu Boten.
- ab 1933 Neustädter Heimatblätter als Beilage zur örtlichen Rhön- und Saalepost.
- Alfons Maria Borst, Ein Lebensbild für die Seinen und Nachwelt, Bad Neustadt 1953. (Manuskript im Stadtarchiv Bad Neustadt)
- Hebräische und jiddische Sprachreste in unserer heimischen Umgangsprache, Artikelserie in der Rhön- und Saalepost ab August 1963 (11 Folgen).